# 弩箭子苷
弩箭子甙（英文名Antiarin）是由见血封喉树（Antiaris toxicaria）产生的一种强心苷。有两种结构形式，α-弩箭子甙和β-弩箭子甙。

## β-弩箭子甙
β-弩箭子甙，由见血封喉树产生的强心苷，不仅用于医疗用途，如高血压治疗，也可以用于制作毒箭。其毒性被证明比箭毒更大，在大多数哺乳动物中LD50低于0.1 mg / kg。

## β-弩箭子甙中毒症状
β-弩箭子甙中毒时，在青蛙和小型哺乳动物等动物身上观察到的可见症状包括肌肉痉挛 - 特别是头部和颈部 - 以及排便过多。也可以在死亡前出现瘫痪。主要受影响的组织器官是心肌，尽管已知胃肠组织受到这种类型中毒的严重影响。惊厥和痉挛不是立竿见影的，特别是浓度在水中过稀时。在动物试验中，在给药后5-30分钟内动物死亡。当用作箭毒药时，β-弩箭子甙会在目标中产生抽搐，然后心脏骤停导致完全抽搐，意识丧失和最终死亡。

## 生理组织受影响机制
β-弩箭子甙通过注射进入身体后将影响肌肉和心脏组织。由于β-弩箭子甙影响心肌膜上鈉鉀泵的活性，因此发生心脏疾病。然而，使β-弩箭子甙成为毒物的效果也赋予其药用特性。它通过阻断Na +泵限制钠离子（Na +）浓度，然后促进钙离子（Ca2 +）在心肌细胞外的浓度增加，从而促使心脏收缩。钠和钙离子交换的机制，称为钠—钙交换，允许以3：1的比例发生交换。心室细胞在心室收缩期间表现出正电位，变得去极化，并允许钙离子通过钠—钙交换涌入。从这里开始，当钙离子离开并且细胞重新极化时发生收缩。如果强心苷（即β-弩箭子甙）的剂量加倍，则变成毒物。